# La Roche-Derrien
La Roche-Derrien è un comune francese di 1 080 abitanti situato nel dipartimento delle Côtes-d'Armor nella regione della Bretagna.

## Curiosità
Una buona parte del romanzo storico d'avventura L'arciere del re di Bernard Cornwell si svolge in questa cittadina. Nel romanzo viene descritto l'assedio a cui fu posta nel 1345 ai preludi della Guerra dei cento anni da parte dell'Inghilterra.

## Società

### Evoluzione demografica
Abitanti censiti